# Clambus jupiter
Clambus jupiter is een keversoort uit de familie oprolkogeltjes (Clambidae). De wetenschappelijke naam van de soort werd in 1999 gepubliceerd door Sebastian Endrödy-Younga.